# 河井荃廬

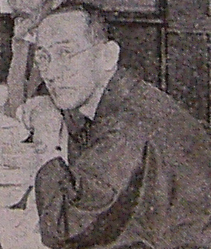
河井荃廬（1934年・東京）

河井 荃廬（かわい せんろ、男性、1871年（明治4年）6月15日（旧暦4月28日） - 1945年（昭和20年）3月10日）は、近代日本の篆刻家である。中国に渡り呉昌碩に師事し、金石学に基づく篆刻を日本に啓蒙しその発展に尽くした。
本来、姓は川井であったが戸籍の記帳ミスから河井となる。名は仙郎であるが、修して遷とも署した。幼名は徳松、のちに師の篠田芥津の諱を避けて得松または得とした。号は木僊、のちに荃楼、荃屢、荃廬と改号した。別号に迂仙・蟫巣・九節丈人・知幻道人、堂号に忘荃楼・忘荃屢・六不刻庵・継述堂・宝書龕などがある。

## 経歴
京都・寺町の腕利きの印判師として知られる川井仙右衛門の長男として生まれ、上京第三十組小学校に入学する。恩師の神山鳳陽に教えを受け、鳩居堂の熊谷直之と同窓となる。卒業後は林雙橋の元で詩文を学び、20歳近くになって篠田芥津の門下となって篆刻を学ぶ。この頃に田中文求堂より金石書を入手し丹念に書写している。数年後、師の勧めで同門の杉山雲津とともに篆刻の頒布会を作る。
27歳の頃、呉昌碩への敬慕が止まず、思わず呉へ手紙を送ると返信を受け取る。以降は手紙による添削指導を受けるがますます清国への思いが募り、渡航費用を捻出するために岐阜に赴き、好事家の求めに応じて印を売っている。29歳のとき父が死去するが、家業は番頭に任せ自身は篆刻に没頭した。30歳でついに念願の清国渡航を実現し、上海の呉と親しく交わっている（田中文求堂の田中慶太郎も同行している）。その後、毎年あるいは年に2回と渡航を繰り返し、中国の様々な文物を日本に持ち帰っている。その費用を賄うため、この時期は生涯で最も盛んに篆刻し、人の求めに応じている。中国でも羅振玉と汪康年より推薦文を貰い受け各地で売印をしている。
1903年（明治36年）、京都の実家を弟の河井章石に譲り、東京・下谷に転居し世帯を構えた。その後まもなく三井高堅（新町家9代）の庇護を受け、その邸内の簡素な家（九段富士見町）に移り住んだ。荃廬は中国文物の目利きとなっていたので高堅の蒐集のアドバイザーともなった。この頃、書家の巖谷一六から貫名菘翁の所蔵した法帖を譲り受けて、宝書龕の堂号を得ている。
1914年（大正3年）、呉が初代社長となった西泠印社設立時の発起人の一人となり、結社後は長尾雨山とともに社員となった。設立メンバーのひとりである王禔の自用印は荃廬が刻している。呉との交流は、呉が没する1927年（昭和2年）まで続く。1931年（昭和6年）、荃廬61歳の時に書道人の団体の代表となって渡航したが、これが生涯最後の渡航となった。
太平洋戦争末期、空襲が激しさを増しても居宅は皇居の近くだから爆撃されないと嘯き、戦禍を避けようとはしなかった。しかし、1945年（昭和20年）3月10日の東京大空襲でついに爆撃に遭い、所蔵する膨大な書画や蔵書などと共に帰らぬ人となった。73歳没。

## 作風
篆刻の作風は年代とともに推移が激しい。20歳頃は師の篠田芥津の作風が色濃い。22歳ころには陳鴻寿風となる。26歳以降は作風が複雑に入り交じり徐三庚・呉昌碩など多様な影響がみえる。30歳は呉昌碩門下となったが、独自の作風も保ちつづけた。六朝風の楷書を用いたのは荃廬が最初である。
中年以降、書も篆刻も制作を好まなくなったという。納得いかない作品を後世に遺したくないという思いからである。満州国の国璽を要請されたときも体よく断っている。

## 研究・業績
若いうちから金石学を非常に深く研究し、正しい印学を日本国内に広めることに努めた。明治40年には初世中村蘭台、五世浜村蔵六、岡本椿所、山田寒山らと丁未印社を結ぶ。また日本新聞や朝日新聞に同志とともに篆刻の連載を持った。特に日本新聞の連載では浜村蔵六とともに公募作品の選定を行い、評を行っている。この印影と評は『日本印叢』として刊行された。なお、明治39年の作品展で二席になった石井雙石はのちに荃廬に入門している。
30年に亘る中国渡航の内に優れた書画や書籍を大量に収蔵した。書画は特に趙之謙を中心に名品を集め、昭和17年には趙之謙展を開催して国内に紹介している。書籍は書画・金石・印譜などを膨大に収蔵したばかりでなく深い学識を得ていた。
書道芸術においても自ら収蔵する名品法書のみならず、中村不折や三井家、羅振玉などの収蔵物を複製し出版した。

## 印譜
- 『日本印叢』山本雨石
- 『忘荃屢印存』

若年期に配布されたもの。
- 『荃廬印存』植松香城編、1932年

荃廬の許可なく勝手に刊行された。
- 『荃廬印譜上下続』松丸東魚編集、白紅社、1956年

没後、様々な印影を集め写真複製したもの。
- 『継述堂印存』尚友会編、1961年

居宅の焼け跡から見つかった印がほとんど。
- 『荃廬先生印存』尚友会編、 二玄社、1976年

上下二冊組。
- 『河井荃廬の篆刻』西川寧、二玄社、1978年

集大成となる。